# Итальянская торгово-промышленная палата в Польше
Итальянская торгово-промышленная палата в Польше (итал. Camera di Commercio e dell'Industria Italiana in Polonia, пол. Włoska Izba Handlowo-Przemysłowa w Polsce, англ. Italian Chamber of Commerce and Industry in Poland) — итальянская некоммерческая организация, представляющая интересы итальянских предпринимателей и инвесторов в Польше.
Декретом Министерства экономического развития Италии от 27 января 2015 года, Итальянская торгово-промышленная палата в Польше официально признана итальянской торговой палатой за рубежом.
Целью деятельности Палаты является объединение и консолидация итальянских компаний в Польше, содействие установлению профессиональных контактов и обмену опытом между представителями итальянского делового сообщества, а также развитие сотрудничества с польскими партнерами в лице коммерческих, некоммерческих и государственных организаций, способствование росту итальянских инвестиций в экономику Польши.
Палата была основана в 1996 году по инициативе группы итальянских предпринимателей. В настоящее время Палата объединяет более 120 членов, как итальянских, так и польских, в том числе крупнейших итальянских инвесторов в Польше.
В числе членов Палаты — Ferrero (производитель кондитерских изделий), Fiat Chrysler Automobiles (автопроизводитель), Pirelli (производитель автомобильных шин), Barilla (производитель продуктов питания), Leonardo (один из крупнейших машиностроительных холдингов в Италии) и ряд других компаний.
Президентом Палаты является Пьеро Каннас (итал. Piero Cannas).

## Международное сотрудничество
Палата является членом Польской хозяйственной палаты (пол. Krajowa Izba Gospodarcza), Польской конфедерации частных работодателей «Левиатан» (пол. Konfederacja Lewiatan), Международной группы торговых палат (англ. International Group of Chambers of Commerce), Ассоциации торговых палат Италии за рубежом.
Партнёрами Палаты являются: Торговая палата Триеста, Торговая палата Равенны, Консорциум «Вина Пьемонта», Университет Боккони, Университет Вероны, Варшавская школа экономики, Познанская международная ярмарка, Кельцкая ярмарка, Польская торговая палата, Катовицкая региональная торговая палата, Болонская ярмарка, Bellavita Expo, Enit (Национальное агентство Италии по туризму).